# Spybot — Search & Destroy
Spybot — Search & Destroy — программа, предназначенная для предотвращения и устранения заражения компьютера пользователя шпионским программным обеспечением (spyware), троянами, порнодиалерами, malware, scamware, вредоносными дополнениями к браузеру, компонентами, отслеживающими предпочтения пользователя без его согласия. Программа не является антивирусным программным обеспечением в привычном понимании этого термина и представляет собой скорее дополнительный инструментарий для повышения уровня безопасности работы в интернете.

## Основные возможности
- Сканирование компьютера.
- Восстановление удалённых компонентов в случае возникновения проблем.
- Иммунизация системы путём внесения изменений в настройки браузеров (поддерживаются Internet Explorer, Firefox, Flock, K-Meleon и Opera) и файл hosts.
- Автоматические обновления через Интернет.
- Надёжное удаление файлов.
- Резидентные компоненты: SDHelper — для защиты от вредоносных ActiveX-компонентов и TeaTimer — для защиты критических настроек операционной системы.
- Просмотр информации об установленных в системе ActiveX-компонентах, BHO, программах в автозагрузке, сокетах LSP с указанием степени их опасности.
- Обозреватель стартовых страниц браузеров и установленных в них поисковых машинах.
- Защита файла hosts и настроек Internet Explorer.
- Просмотр файла hosts.
- Функция отказа от рассылок.
- Перечень запущенных в системе процессов с возможностью их завершения.
- Исправление ошибок в реестре.
- Деинсталляция установленных программ.